# Venilia Mons
Il Venilia Mons è una struttura geologica della superficie di Venere.